# Златко Јошић
Златко Јошић (1965 — Београд, 6. септембар 2022) био је српски менаџер рок група и организатор концерата.

## Биографија
Као рок менаџер, организатор концерата и важна личност за домаћу рокенрол сцену истакао се током деведестих година 20. века.
Дошао је на музичку сцену у београдском Клубу студената технике (КСТ), где је убрзо постао програмски менаџер почетком деведесетих. Следећи корак је био да је постао менаџер локалних рок група. Усмеравао је њихове каријере, или помагао многе од група као што су - Дарквуд Даб, Канда, Коџа и Небојша, Ортодокс Келтс, Директори, Јарболи, Негатив - али и Земља грува и Драм од новијих имена.
Чести сарадник био је Драган Амброзић који је све своје концерте од 1990. до 2005. одрадио са Јошићем као шефом продукције и најчешће као пословним партнером. Највеће ствари које су урадили у истом тиму су гостовање Продиџија 1995. године, турнеје са групама "Није људски ћутати" 1999. и "Степ аут д лајн" 2000. године, Ману Чао 2002. и вођење Концертне агенције Б92 до 2005. године, програмско убрзање Дома омладине Београда од 2005. године, а посебно значајно покретање Главне бине ЕГЗИТ фестивала, од 2003. године.